# Баронија (Месина)
Баронија је насеље у Италији у округу Месина, региону Сицилија.
Према процени из 2011. у насељу је живело 22 становника. Насеље се налази на надморској висини од 617 м.